# Eretmotus sociator
Eretmotus sociator är en skalbaggsart som först beskrevs av Coquerell in Coquerell och Leon Fairmaire 1858.  Eretmotus sociator ingår i släktet Eretmotus och familjen stumpbaggar. Inga underarter finns listade i Catalogue of Life.